# Aeroportul Saibai Island
Aeroportul Saibai Island (IATA: SBR, ICAO: YSII) este un aeroport din Queensland, Australia ce deservește zona Saibai Island⁠(d).
Situat la o altitudine de 3 m, aeroportul dispune de o singură pistă.